# Pailly (Vaud)
Pailly es una comuna suiza del cantón de Vaud, situada en el distrito de Gros-de-Vaud. Limita al norte con la comuna de Orzens, al noreste con Oppens, al este con Rueyres, al sureste con Fey, al suroeste con Vuarrens, y al noroeste con Essertines-sur-Yverdon.
La comuna formó parte hasta el 31 de diciembre de 2007 del distrito de Echallens, círculo de Vuarrens.

## Enlaces externos

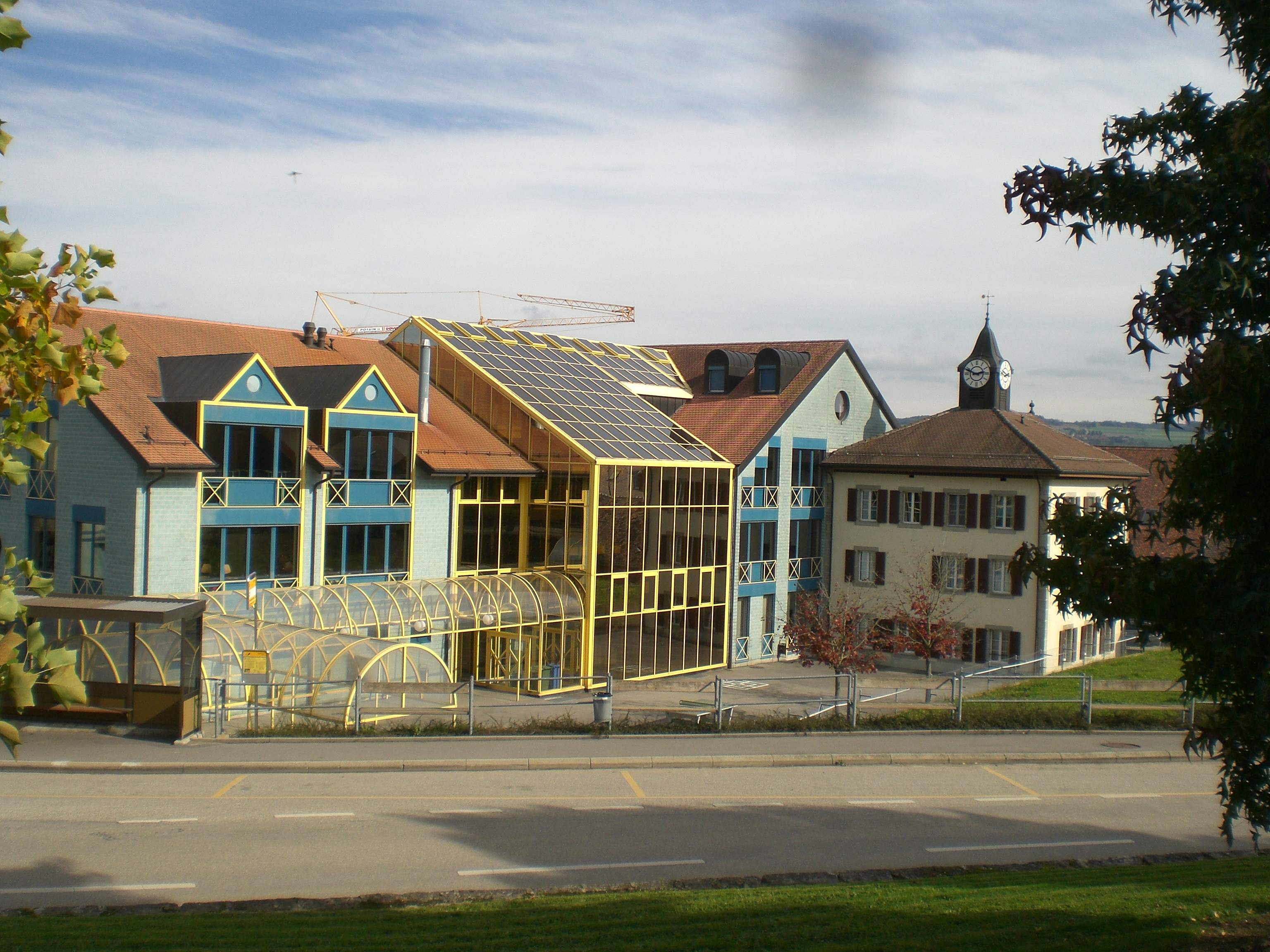
Pailly